# Volkswagen Card Cup 1993
Volkswagen Card Cup 1993 — жіночий тенісний турнір, що проходив на закритих кортах з килимовим покриттям Messehalle 7 у Лейпцигу (Німеччина). Належав до турнірів 2-ї категорії в рамках Туру WTA 1993. Турнір відбувся вчетверте і тривав з 27 вересня до 3 жовтня 1993 року. Перша сіяна Штеффі Граф здобула титул в одиночному розряді, свій четвертий поспіль на цьому турнірі, й отримала 75 тис. доларів США, а також 300 рейтингових очок.

## Фінальна частина

### Одиночний розряд
Штеффі Граф —  Яна Новотна 6–2, 6–0
- Для Граф це був 9-й титул в одиночному розряді за сезон і 78-й — за кар'єру.

### Парний розряд
Джиджі Фернандес /  Наташа Звєрєва —  Яна Новотна /  Лариса Савченко 6–3, 6–2
- Для Фернандес це був 10-й титул в парному розряді за сезон і 41-й — за кар'єру. Для Звєрєвої це був 9-й титул в парному розряді за сезон і 37-й — за кар'єру.